# Herman Zoungrana
Herman Zoungrana (25 de septiembre de 1981) es un deportista burkinés que compitió en judo. Ganó una medalla de bronce en el Campeonato Africano de Judo de 2005 en la categoría de –60 kg.

## Palmarés internacional
| Campeonato Africano | Campeonato Africano          | Campeonato Africano | Campeonato Africano |
| Año                 | Lugar                        | Medalla             | Categoría           |
| ------------------- | ---------------------------- | ------------------- | ------------------- |
| 2005                | Puerto Elizabeth (Sudáfrica) | Medalla de bronce   | –60 kg              |